# Orde Pour le Mérite (Bamberg)
Het Prinsbisdom Bamberg, een van de meer dan 200 staten in het Heilige Roomse Rijk van de Duitse Natie, bezat een klein aantal onderscheidingen. 
Prins-Bisschop Christof Frans van Buseck (1795-1803) heeft behalve twee medailles een ridderorde ingesteld. Deze Orde Pour le Mérite (Duits: "Orden Pour le Mérite") werd tussen 1797 en 1801 verleend. In dat jaar moest de Vorst-Bisschop vluchten voor oprukkende Franse troepen.
Van deze orde wordt door Nimmergut vermeld dat er een kleinood, een "Ordenskreuz" bestaat.
Op 25 februari 1803 werd het staatje in de Reichsdeputationshauptschluss bij Beieren gevoegd. Dat betekende het einde van de Bambergse onderscheidingen.
Deze orde moet niet worden verward met de oudere Pruisische Orde Pour le Mérite.